# Donker melkwegstelsel
Een donker melkwegstelsel is een object ter grootte van een melkwegstelsel waarin enkele tot geen sterren te vinden zijn. Hier dankt een donker sterrenstelsel zijn naam aan. Een donker sterrenstelsel kan bestaan uit gassen, stof of donkere materie. Er zijn enkele objecten waarvan is gesuggereerd dat het om donkere sterrenstelsels gaat.

## Kandidaten
- Dragonfly 44, een sterrenstelsel in de Comacluster
- HE0450-2958 is een ongebruikelijke quasar aangezien er geen sterrenstelsel om de quasar is gedetecteerd. Er is gesuggereerd dat het hier mogelijk om een donker sterrenstelsel gaat waarin een quasar actief is geworden.
- HVC 127-41-330 is een hogesnelheidswolk die zich bevindt tussen de Andromedanevel en de Driehoeknevel.
- VIRGOHI21 is een object ter grootte van een sterrenstelsel zonder ook maar één ster. Het stelsel werd ontdekt door H-I emissies van neutraal waterstof.